# 奈良マラソン
奈良マラソン（ならマラソン、英語: Nara Marathon）は、奈良県奈良市・天理市で開催される大規模な市民参加型マラソン大会である。

## 沿革
2010年に年間を通して展開された「平城遷都1300年記念事業」の一環として、これまでフルマラソン以外のロードレース・ジョギング大会を軸に行った「奈良春日・大仏マラソン全国大会」（1981年創設）を第30回記念大会を契機としてリニューアルし、フルマラソンを加えた「奈良マラソン」としてグレードアップすることになった。
2014年の第5回記念大会より、フルマラソンに奈良県民特別枠が新設され、2000人増員の1万2000人となり、好評の3kmジョギングも500人増員の1500人となった。また2014年12月14日は、第47回衆議院議員総選挙と重なった為、男子更衣スペースに予定していた奈良市中央体育館が使えなくなったり、ランナーを一時止めて、投票に行く人を優先させる異例の対応を検討した。
2020年大会は、新型コロナウイルス感染症の拡大の影響により、中止となった。
2021年大会は、新型コロナウイルス感染拡大防止の為、参加人数を例年の半分の8000人（奈良県民枠2000人、一般枠6000人）とし、フルマラソンのみの開催となった。また、この大会のみ参加料も16,000円に引き上げられた。
2022年大会は、新型コロナウイルス感染拡大防止の為に前回大会は見送られた10kmも3年ぶりに復活した。
2023年大会から、3kmジョギングが『ミニ奈良マラソン（1.8km×2周）』に、10kmが『世界遺産10K via 奈良公園』にリニューアルされた。
2024年大会から、『ペアリレーマラソン（42.2km）』が新たに創設され、『ミニ奈良マラソン（1.8km×2周）』の距離も「2km×2周」に変更された。

## 概要
参加者は1万8000人で、制限時間はフルマラソン（42.195km）が6時間、10kmが1時間30分。第1回大会と第2回大会はフルマラソン、10km、5km、3km（第2回大会はジョギング3km、ファミリー3km）の全種目が1日で行われたが、第3回大会以降は5kmが廃止され2日間開催の形式に変更、1日目は3kmジョギング、2日目はフルマラソン、10kmが催されている。尚、第14回大会から、3kmジョギングが『ミニ奈良マラソン（1.8km×2周）』に、10kmが『世界遺産10K via 奈良公園』にリニューアルされている。また、第15回大会から『ペアリレーマラソン（42.2km）』が創設、『ミニ奈良マラソン（2km×2周）』に変更されている。

### 開催日
- 毎年12月第2日曜日（第1回大会のみ12月第1日曜日）
  - 第1回：2010年12月5日（フルマラソン、10km、5km、3km）[6]
  - 第2回：2011年12月11日（フルマラソン、10km、5km、ジョギング3km、ファミリー3km）
  - 第3回：2012年12月8日（3kmジョギング）・9日（フルマラソン、10km）
  - 第4回：2013年12月7日（3kmジョギング）・8日（フルマラソン、10km）
  - 第5回：2014年12月13日（3kmジョギング）・14日（フルマラソン、10km）
  - 第6回：2015年12月12日（3kmジョギング）・13日（フルマラソン、10km）
  - 第7回：2016年12月10日（3kmジョギング）・11日（フルマラソン、10km）
  - 第8回：2017年12月9日（3kmジョギング）・10日（フルマラソン、10km）
  - 第9回：2018年12月8日（3kmジョギング）・9日（フルマラソン、10km）
  - 第10回：2019年12月7日（3kmジョギング）・8日（フルマラソン、10km）
  - 第11回：新型コロナウイルス感染症の拡大の影響により、中止
  - 第12回：2021年12月12日（フルマラソン）
  - 第13回：2022年12月11日（フルマラソン、10km）
  - 第14回：2023年12月9日（ミニ奈良マラソン）・10日（フルマラソン、世界遺産10K）
  - 第15回：2024年12月7日（ミニ奈良マラソン）・8日（フルマラソン、ペアリレーマラソン、世界遺産10K）
  - 第16回：2025年12月13日（ミニ奈良マラソン）・14日（フルマラソン、ペアリレーマラソン、世界遺産10K）（予定）

### 参加資格
| 種目                         | 参加資格 | 参加料 | 参加賞            |
| ---------------------------- | --- | --- | ----------------- |
| フルマラソン                 | 日本陸上競技連盟競技者登録者、及び未登録者で、かつフルマラソンコースを5時間30分以内で完走できる19歳以上の男女                      | 13,000円（参加賞あり）12,500円（参加賞なし）                                                                                                  | Tシャツ（選択制） |
| ペアリレーマラソン（42.2km） | ハーフマラソンを2時間40分以内で完走できる19歳以上の男女（エントリー2人共）                                                         | 23,000円（2人合計）（参加賞あり）22,500円（1人につき）（参加賞なし）                                                                          | Tシャツ（選択制） |
| 世界遺産10K                  | 10kmコースを1時間25分以内で完走できる中学生を除く15歳以上の男女                                                                    | 15歳（中学生を除く）から18歳までの男女は3,500円（参加賞あり）3,000円（参加賞なし） 19歳以上の男女は5,500円（参加賞あり）5,000円（参加賞なし） | Tシャツ（選択制） |
| ミニ奈良マラソン（2km×2周）  | 一般の部（距離は2.2kmだが競技用及び電動を除いた車いすでの参加も可能）小学生以上の男女 ペアの部（2人で1周ずつ走る）小学生以上の男女 | （一般の部）2,000円 （ペアの部）3,500円（2人合計）                                                                                            | スポーツタオル    |

### 表彰
- フルマラソン：男女別の総合タイム上位8名まで、及び年代別（29歳以下、30代、40代、50代、60代、70歳以上）ごとの表彰あり
- 世界遺産10K：それぞれに年代別（男子は29歳以下、30代、40代、50代、60代、70歳以上、女子は29歳以下、30代、40代、50代、60歳以上）の表彰のほか、最高齢、最遠来出場者に対しても表彰あり

※

## コース

### フルマラソン
- 奈良市鴻ノ池陸上競技場を発着点とした奈良市・天理市を回るコース（奈良マラソンのコースマップ (PDF) ）。
- 2011年大会以降
  - 奈良市鴻ノ池陸上競技場→高天→二条大路南5丁目付近（折り返し）→大仏前→奈良教育大学前→紀寺→窪之庄町南→高樋町→横山橋南詰→岩屋町→白川大橋北側→豊田町→山の辺小学校前→山の辺幼稚園前→豊井町→布留町→天理大橋北詰（折り返し）→天理教教会本部南門前→おやさとやかた真南棟付近（折り返し）→天理教教会本部南門前→布留町→豊井町→山の辺幼稚園前→山の辺小学校前→豊田町→白川大橋北側→岩屋町→横山橋南詰→高樋町→山村町→大仏前→県庁東→焼門前→法蓮佐保橋→奈良市鴻ノ池陸上競技場
- 2010年大会
  - 奈良市鴻ノ池陸上競技場→高天→二条大路南5丁目付近（折り返し）→大仏前→奈良教育大学前→紀寺→窪之庄町南→高樋町→横山橋南詰→岩屋町→白川大橋北側→豊田町→山の辺小学校前→山の辺幼稚園前→森田商店前→和楽橋北詰→天理教教会本部南門前→天理高校北付近（折り返し）→天理教教会本部南門前→和楽橋北詰→森田商店前→山の辺幼稚園前→山の辺小学校前→豊田町→白川大橋北側→岩屋町→横山橋南詰→高樋町→窪之庄町南→紀寺→奈良教育大学前→大仏前→県庁東→焼門前→法蓮佐保橋→奈良市鴻ノ池陸上競技場

## 優勝者
-数字- は優勝回数、      は（当時の）大会記録。
|    | 開催日         | 男子選手           | 記録          | 女子選手           | 記録          |
| -- | -------------- | ------------------ | ------------- | ------------------ | ------------- |
| 1  | 2010年12月5日  | 松本信行 (JPN)     | 2時間23分16秒 | 田畑郁恵 (JPN)     | 2時間49分52秒 |
| 2  | 2011年12月11日 | 平田治 (JPN)       | 2時間20分23秒 | 星野芳美 (JPN)     | 2時間47分50秒 |
| 3  | 2012年12月9日  | 平田治 (JPN) -2-   | 2時間24分24秒 | 田畑郁恵 (JPN) -2- | 2時間43分16秒 |
| 4  | 2013年12月8日  | 平田治 (JPN) -3-   | 2時間23分46秒 | 吉住友里 (JPN)     | 2時間46分21秒 |
| 5  | 2014年12月14日 | 杉本芳規 (JPN)     | 2時間24分14秒 | 山口遥 (JPN)       | 2時間44分55秒 |
| 6  | 2015年12月13日 | 平田治 (JPN) -4-   | 2時間24分41秒 | 田畑郁恵 (JPN) -3- | 2時間53分57秒 |
| 7  | 2016年12月11日 | 平田治 (JPN) -5-   | 2時間27分50秒 | 床呂沙紀 (JPN)     | 2時間44分05秒 |
| 8  | 2017年12月10日 | 原由幸 (JPN)       | 2時間23分53秒 | 武津さなえ (JPN)   | 2時間46分59秒 |
| 9  | 2018年12月9日  | 塚本裕也 (JPN)     | 2時間18分56秒 | 山口遥 (JPN) -2-   | 2時間40分50秒 |
| 10 | 2019年12月8日  | 山本芳弘 (JPN)     | 2時間21分22秒 | 山口遥 (JPN) -3-   | 2時間33分22秒 |
| 11 | 中止           |                    |               |                    |               |
| 12 | 2021年12月12日 | 山本芳弘 (JPN) -2- | 2時間21分55秒 | 山口遥 (JPN) -4-   | 2時間34分36秒 |
| 13 | 2022年12月11日 | 山本芳弘 (JPN) -3- | 2時間23分05秒 | 山口遥 (JPN) -5-   | 2時間37分14秒 |
| 14 | 2023年12月10日 | 柱欽也 (JPN)       | 2時間23分10秒 | 山口遥 (JPN) -6-   | 2時間41分40秒 |
| 15 | 2024年12月8日  | 菅井宏人 (JPN)     | 2時間18分21秒 | 山口遥 (JPN) -7-   | 2時間46分51秒 |

## 運営
主催
- 奈良マラソン実行委員会

共催
- 奈良県
- 奈良市
- 天理市
- 奈良新聞社

主管
- 奈良陸上競技協会

後援
- 奈良県教育委員会
- 奈良県スポーツ協会
- 奈良県スポーツ推進委員協議会

支援
- 奈良市消防局
- 奈良県広域消防組合
- 日本赤十字社奈良県支部

特別協賛
- 奈良県オールトヨタ
- 第一生命保険
- 村本建設

協賛
- JAグループ奈良
- 近畿日本鉄道
- 中谷本舗
- パワープロダクション
- DMG森精機
- ゆららの湯
- ロート製薬
- 日清オイリオグループ
- 日本中央住販
- 奈良日産自動車
- 高木包装
- 南都銀行
- フォトクリエイト
- パレットテクノロジーズ
- ヒラノテクシード
- ジブラルタ生命保険
- 奈良県トラック協会
- 奈良スバル
- 奥村組
- ならコープ
- 奈良自動車学校
- ジェイテクトサーモシステム
- アシックス
- 大和証券
- スズキ自販奈良
- アウディ奈良
- JTB
- タカトリ
- ドコモCS関西奈良支店
- 奈良県信用金庫協会
- ネクサス
- ジェイテクト奈良工場
- 中央自動車工業
- 疋田建設
- 品川工業所
- 奈良県遊技業協同組合
- 奈良県三輪素麺工業協同組合
- 奈良交通
- 日本政策金融公庫
- 宇陀化成工業
- 奈良県建設業協会
- エーティーエム建築
- アライの森
- 平松塗装店
- カイバラ
- アイティエヌジャパン
- 帝塚山大学
- 中西製作所
- 奈良ヤクルト販売
- GMB
- 西本電器製作所
- 豊国
- イーグルクランプ
- 辻本運輸
- ハシダ技研工業
- 奈良県信用保証協会
- スケーター
- SMBC日興証券
- アクアソリューション
- ケーウィンズ
- 天理総合運輸
- 損害保険ジャパン奈良支店
- 大同化学
- 至誠堂製薬
- 天理大学
- 大和大学白鳳短期大学部
- 野崎商店
- 健和会
- 奈良県経済倶楽部

協力
- ヨシケイ
- 永伸商事
- 小山
- 味覚糖
- ニューセンコーポレーション
- 高山製菓
- ドール・フード・カンパニー
- 天川村
- 洞川財産区
- 名水の里

## テレビ中継・インターネット配信

### テレビ中継
第2回大会より、県域テレビ局の奈良テレビ放送（TVN）と県内を広くカバーする近鉄ケーブルネットワーク（KCN）で中継が行われている。大会当日の8時30分から奈良テレビで放送される第1部と、11時（第2回大会のみ10時30分）からKCNファミリーチャンネルで放送される第2部で構成されており、第1部は奈良テレビ、第2部はKCNが中心となって制作している。なお、第1回大会は奈良テレビにて、2010年12月30日22:00 - 23:23に録画中継で放送された。
第1部「スタート 大和路からエールを!」（2011年度） / 「激走!1万人の大和路」（2012年・2013年度） / 「激走!12,000人の大和路」（2014年度 - ）
放送時間
2011年度：8:30 - 10:00（90分）
2012年 - 現在：8:30 - 10:30（120分）
放送席
実況：前田勝久（2011年・2012年度）
実況：伊藤將也（TVNアナウンサー、2013年 - ）
解説：伊藤宇三美（奈良産業大学陸上部監督、2011年 - 2013年度）
解説：佐藤光子（大阪教育大学非常勤講師・ランニング学会副会長、2011年 - ）
ゲスト：有森裕子（2015年 - ）
リポート
スタート：裏野佐弥佳（TVNアナウンサー、2011年 - 2014年度）
スタート：キャラメルパッキング（2015年 - ）
県庁前：飯田嘉太（TVNアナウンサー、2015年 - ）
朱雀門前/二条大路南1丁目陸橋：釜本莉奈（TVNアナウンサー、2016年 - ）
25km折り返し（天理大橋北詰）：吉田奈央（2016年 - ）
テーマ曲
2012年度：ティーナ・カリーナ「輝いて」
2013年度：キャラメルパッキング「ボクラビート」
2014年度：キャラメルパッキング「feel」
2015年度：キャラメルパッキング「OVER JEANS」
2016年度：キャラメルパッキング「identity」
2017年度：キャラメルパッキング「オリジナルストーリー」
2018年度：キャラメルパッキング「アラーム」
2019年 - 2022年度：キャラメルパッキング「LET'S STEP」
2023年度：GoodMoon「シルエット」
2024年度：やましたりな「Superme」
車両協力
スズキ自販奈良（2013年 - ）
中継場所協力
イトーヨーカドー奈良店（2013年 - 2014年度）
制作協力
近鉄ケーブルネットワーク（KCN）
UST配信STUDIO もちいどの（2011年度）
UST配信STUDIO あおにさい（2012年度）
奈良町わいがやTV（2013年 - ）
制作著作
奈良テレビ放送（TVN）
第2部「感動のゴールへ!」
放送時間
第2回大会（2011年）：10:30 - 14:00（210分）
第3回大会（2012年） - 現在：11:00 - 14:00（180分）
放送席
実況：前田勝久（2011年 - ）
解説：第1部の解説者が引き続き出演。
コメンテーター：澤井里依（2016年度）
リポート
25km折り返し（天理大橋北詰）：永井康之（2011年 - ）
25km折り返し（天理大橋北詰）：澤井里依（2014年度）
25km折り返し（天理大橋北詰）：渡辺真弓（2015年度）
25km折り返し（天理大橋北詰）：吉田奈央（2016年度）
ゴール：岩井万実（2011年 - ）
テーマ曲
第1部と同一曲を使用。
制作協力
奈良テレビ放送（TVN）
UST配信STUDIO もちいどの（2011年度）
UST配信STUDIO あおにさい（2012年度）
奈良町わいがやTV（2013年 - ）
制作著作
近鉄ケーブルネットワーク（KCN）

### インターネット配信
Ustreamにてインターネット配信を実施している。テレビ中継の第1部と第2部の同時放送に加えて、テレビ中継第1部と第2部の間に先導車両からのライブカメラ映像を、大会当日の14:00 - 15:00にはゴール地点からのライブカメラ映像を配信する。第2回大会は「UST配信STUDIO もちいどの」、第3回大会は「UST配信STUDIO あおにさい」、第4回大会からは「奈良町わいがやTV」が配信を行っている。